# Carlos Frederico, Grão-Duque de Saxe-Weimar-Eisenach
Carlos Frederico (2 de fevereiro de 1783 - 8 de julho de 1853) foi um grão-duque de Saxe-Weimar-Eisenach.

## Família
Carlos Frederico foi o filho mais velho do grão-duque Carlos Augusto de Saxe-Weimar-Eisenach e da sua esposa, Luísa de Hesse-Darmstadt. Os seus avós paternos eram Ernesto Augusto II, Duque de Saxe-Weimar-Eisenach e a princesa Ana Amália de Brunsvique-Volfembutel. Os seus avós maternos eram Luís IX de Hesse-Darmstadt e Carolina do Palatinado-Zweibrücken. A sua tia materna, Guilhermina Luísa de Hesse-Darmstadt foi a primeira esposa do czar Paulo I da Rússia.

## Reinado
Carlos Frederico sucedeu ao seu conhecido pai, como grão-duque, quando este morreu em 1828. A sua capital, Weimar, continuou a ser um centro cultural da Europa central, mesmo após a morte de Goethe em 1832. Johann Nepomuk Hummel fez a sua carreira em Weimar como Kapellmeister até à sua morte em 1837. Franz Liszt ocupa a mesma função em 1848 e reúne à sua volta um círculo que faz com que a corte de Weimar continue a ser um grande centro musical. Devido à intervenção de Liszt, o compositor Richard Wagner encontra refúgio em Weimar depois de ser forçado a deixar a Saxónia pelo papel que desempenhou nas revoluções de 1848-49. A opera Lohengrin de Wagner foi encenada pela primeira vez em Weimar, em agosto de 1850.

## Casamento e descendência
Carlos Frederico casa-se com a grã-duquesa Maria Pavlovna da Rússia, filha do czar Paulo I, no dia 3 de agosto de 1804 em São Petersburgo. O casal teria quatro filhos:
1. Paulo Alexandre de Saxe-Weimar-Eisenach (25 de setembro de 1805 - 10 de abril de 1806), morreu aos seis meses de idade.
2. Maria de Saxe-Weimar-Eisenach (3 de fevereiro de 1808 - 18 de janeiro de 1877), casada com o príncipe Carlos da Prússia; com descendência.
3. Augusta de Saxe-Weimar-Eisenach (30 de setembro de 1811 – 7 de janeiro de 1890), casadacom Guilherme I da Alemanha; com descendência.
4. Carlos Alexandre , Grão-Duque de Saxe-Weimar-Eisenach (24 de junho de 1818 - 5 de janeiro de 1901), casado com a princesa Sofia dos Países Baixos; com descendência.

## Genealogia
| Carlos Frederico, Grão-Duque de Saxe-Weimar-Eisenach | Pai: Carlos Augusto, Grão-Duque de Saxe-Weimar-Eisenach | Avô paterno: Ernesto Augusto II, Duque de Saxe-Weimar-Eisenach | Bisavô paterno: Ernesto Augusto I, Duque de Saxe-Weimar-Eisenach |
| Carlos Frederico, Grão-Duque de Saxe-Weimar-Eisenach | Pai: Carlos Augusto, Grão-Duque de Saxe-Weimar-Eisenach | Avô paterno: Ernesto Augusto II, Duque de Saxe-Weimar-Eisenach | Bisavó paterna: Sofia Carlota de Brandemburgo-Bayreuth           |
| Carlos Frederico, Grão-Duque de Saxe-Weimar-Eisenach | Pai: Carlos Augusto, Grão-Duque de Saxe-Weimar-Eisenach | Avó paterna: Ana Amália de Brunsvique-Volfembutel              | Bisavô paterno: Carlos I, Duque de Brunsvique-Volfembutel        |
| Carlos Frederico, Grão-Duque de Saxe-Weimar-Eisenach | Pai: Carlos Augusto, Grão-Duque de Saxe-Weimar-Eisenach | Avó paterna: Ana Amália de Brunsvique-Volfembutel              | Bisavó paterna: Filipina Carlota da Prússia                      |
| Carlos Frederico, Grão-Duque de Saxe-Weimar-Eisenach | Mãe: Luísa de Hesse-Darmstadt                           | Avô materno: Luís IX, Conde de Hesse-Darmstadt                 | Bisavô materno: Luís VIII, Conde de Hesse-Darmstadt              |
| Carlos Frederico, Grão-Duque de Saxe-Weimar-Eisenach | Mãe: Luísa de Hesse-Darmstadt                           | Avô materno: Luís IX, Conde de Hesse-Darmstadt                 | Bisavó materna: Carlota de Hanau-Lichtenberg                     |
| Carlos Frederico, Grão-Duque de Saxe-Weimar-Eisenach | Mãe: Luísa de Hesse-Darmstadt                           | Avó materna: Carolina do Palatinado-Zweibrücken                | Bisavô materno: Cristiano III, Conde Palatino de Zweibrücken     |
| Carlos Frederico, Grão-Duque de Saxe-Weimar-Eisenach | Mãe: Luísa de Hesse-Darmstadt                           | Avó materna: Carolina do Palatinado-Zweibrücken                | Bisavó materna: Carolina de Nassau-Saarbrücken                   |